# アナクサンドリデス (スパルタ王族)
アナクサンドリデス（希：Ἀναξανδρίδης、ラテン文字転記：Anaxandrides、紀元前7世紀）はスパルタのエウリュポン家の王族である。
アナクサンドリデスはスパルタ王テオポンポスの子である。テオポンポスの次の王位はその息子のゼウクシデモスが継承したため、アナクサンドリデスはゼウクシデモスの弟であろう。このため、アナクサンドリデスの家系は傍系となったが、彼の子孫のレオテュキデスが王となったため、それ以後、アナクサンドリデスの血統はエウリュポン朝の王統となった。

## 註
1. ↑  ヘロドトス, VIII, 131